# Jacques Coutrot
Jacques Coutrot (Parigi, 10 aprile 1898 – Mormant, 17 settembre 1965) è stato uno schermidore francese, vincitore di una medaglia d'oro ed una d'argento nella scherma ai giochi olimpici.
Fu presidente della Federazione Internazionale di Scherma (FIE) dal 1949 al 1952.